# Anauxesis rufipennis
Anauxesis rufipennis är en skalbaggsart som beskrevs av Stefan von Breuning 1976. Anauxesis rufipennis ingår i släktet Anauxesis och familjen långhorningar.
Artens utbredningsområde är:
- Kenya.
- Malawi.

Inga underarter finns listade i Catalogue of Life.